# Galícia EC
Galícia Esporte Clube – brazylijski klub piłkarski z siedzibą w mieście Salvador, stolicy stanu Bahia.

## Osiągnięcia
- Mistrz stanu Bahia (5): 1937, 1941, 1942, 1943, 1968
- Wicemistrz stanu Bahia (9): 1935, 1936, 1938, 1939, 1940, 1967, 1980, 1982, 1995

## Historia
Klub Galícia założony został 1 stycznia 1933 przez imigrantów hiszpańskich pochodzących z Galicji. Założycielem i pierwszym prezesem klubu był Eduardo Castro de la Iglesias.
Galícia jest pierwszym w dziejach klubem, które trzy razy z rzędu zdobył mistrzostwo stanu Bahia, szybko dołączając do grona czołowych klubów stanu. W swojej pierwszej dekadzie klub zdobył tytuł stanowego mistrza w 1937, a następnie w 1941, 1942 i 1943. Do tego doszło 5 tytułów wicemistrza stanu – w 1935, 1936, 1938, 1939 oraz w 1940.
Jednak po tym znakomitym początku klub zaczął spisywać się słabo, a na szczyty powrócił w chwili, gdy w 1967 zdobył wicemistrzostwo stanu, a następnie swoje ostatnie jak dotąd stanowe mistrzostwo w 1968. Później Galícia jeszcze trzykrotnie zdobyła tytuł wicemistrza stanu Bahia – w 1980, 1982 i 1995.
Klub dwukrotnie wystąpił w I lidze brazylijskiej (Campeonato Brasileiro Série A) - w 1981 i 1983. W 1999 Galícia spadła do II ligi stanu Bahia.